# Maren Kirkeeideová
Maren Hjelmeset Kirkeeideová (* 1. března 2003) je norská biatloniskta a čtyřnásobná mistryně Evropy.
Biatlonu se věnuje od roku 2011. Ve světovém poháru debutovala v lednu 2023, kde v německém Ruhpoldingu dojela ve vytrvalostním závodě na 50. místě. Ve své dosavadní kariéře nezvítězila ve světovém poháru v žádném individuálním ani kolektivním závodě. Nejlepšího individuálního výsledku dosáhla v Oberhofu v lednu 2025, kde ve sprintu i navazujícím stíhacím závodě dojela na druhém místě. Šest závodů vyhrála v rámci nižšího IBU Cupu.

## Výsledky

### Olympijské hry a mistrovství světa
V roce 2024 se zúčastnila Mistrovství světa v Novém Městě na Moravě, ale nebyla zde nasazena do žádného závodu.
| Sezóna  | Akce | Místo       | SP  | SZ  | HZ | IZ | ŠT | SŠT | SZD | Věk    |
| ------- | ---- | ----------- | --- | --- | -- | -- | -- | --- | --- | ------ |
| 2024/25 | MS   | Lenzerheide | 16. | 33. | 3. | 8. | 2. | 4.  | –   | 21 let |

### Mistrovství Evropy
| Sezóna  | Akce | Místo          | SP  | SZ  | IZ  | SŠT | SZD | Věk    |
| ------- | ---- | -------------- | --- | --- | --- | --- | --- | ------ |
| 2022/23 | ME   | Lenzerheide    | 12. | 13. | 82. | 1.  | –   | 19 let |
| 2023/24 | ME   | Brezno‑Osrblie | 2.  | 1.  | 1.  | 1.  | –   | 20 let |